# Municipio Umala
Das Municipio Umala liegt im Departamento La Paz im südamerikanischen Anden-Staat Bolivien.

## Lage im Nahraum
Das Municipio Umala ist eines von sieben Municipios der Provinz Aroma und liegt im südwestlichen Teil der Provinz. Es grenzt im Westen an die Provinz Pacajes, im Süden an die Provinz Gualberto Villarroel, im Osten an das Municipio Sica Sica und im Norden an das Municipio Patacamaya.
Das Municipio hat 81 Ortschaften (localidades), der zentrale Ort des Municipios ist Umala mit 143 Einwohnern im zentralen Teil des Municipios (Volkszählung 2012). Einzige sonstige größere Ortschaft im Municipio ist Cañaviri mit 605 Einwohnern (Volkszählung 2012).

## Geographie
Das Municipio Umala liegt auf der bolivianischen Hochebene zwischen den Anden-Gebirgsketten der Cordillera Occidental im Westen und der Cordillera Central im Osten.
Die mittlere Durchschnittstemperatur der Region liegt bei etwa 7 °C, der Jahresniederschlag beträgt 460 mm (siehe Klimadiagramm Patacamaya). Die Region weist ein ausgeprägtes Tageszeitenklima auf, die Monatsdurchschnittstemperaturen schwanken nur unwesentlich zwischen 4 °C im Juni/Juli und 9 °C im November/Dezember, die Monatsniederschläge liegen zwischen unter 10 mm von Mai bis August und bei 110 mm im Januar.

## Bevölkerung
Das Municipio hat eine Fläche von 849 km² und hatte zur letzten Volkszählung im Jahr 2024 eine Bevölkerungsdichte von 10,6 Einwohnern/km².
Die Einwohnerzahl des Municipio ist zwischen 1992 und 2024 um mehr als ein Drittel angestiegen, stagniert seit etwa der Jahrtausendwende jedoch:
| Jahr | Einwohner | Quelle       |
| ---- | --------- | ------------ |
| 1992 | 6605      | Volkszählung |
| 2001 | 9583      | Volkszählung |
| 2012 | 8775      | Volkszählung |
| 2024 | 9021      | Volkszählung |

Die Lebenserwartung der Neugeborenen lag im Jahr 2001 bei 61,0 Jahren, die Säuglingssterblichkeit ist von 6,2 Prozent (1992) auf 6,9 Prozent im Jahr 2001 leicht gestiegen.
Der Alphabetisierungsgrad bei den über 19-Jährigen beträgt 87,7 Prozent, und zwar 95,3 Prozent bei Männern und 79,4 Prozent bei Frauen (2001).
79,7 Prozent der Bevölkerung sprechen Spanisch, 91,0 Prozent sprechen Aymara, und 0,7 Prozent Quechua. (2001)
83,1 Prozent der Bevölkerung haben keinen Zugang zu Elektrizität, 61,2 Prozent leben ohne sanitäre Einrichtung (2001).
71,9 Prozent der Haushalte besitzen ein Radio, 14,4 Prozent einen Fernseher, 43,4 Prozent ein Fahrrad, 1,0 Prozent ein Motorrad, 4,6 Prozent einen PKW, 0,5 Prozent einen Kühlschrank, 1,7 Prozent ein Telefon. (2001)

## Politik
Ergebnis der Regionalwahlen (concejales del municipio) vom 4. April 2010:
| Wahl- berechtigte |  | Wahl- beteiligung | gültige Stimmen |  | NOS    | MAS-IPSP | ASP    |
| ----------------- |  | ----------------- | --------------- |  | ------ | -------- | ------ |
| 4.043             |  | 3.624             | 2.246           |  | 1.174  | 713      | 359    |
|                   |  | 89,6 %            | 62,0 %          |  | 52,3 % | 31,7 %   | 16,0 % |

Ergebnis der Regionalwahlen (elecciones de autoridades políticas) vom 7. März 2021:
| Wahl- berechtigte |  | Wahl- beteiligung | gültige Stimmen |  | MAS-IPSP | J.A.LLALLA.L.P. | MTS     | PBCSP  | PDC    | FPV    |
| ----------------- |  | ----------------- | --------------- |  | -------- | --------------- | ------- | ------ | ------ | ------ |
| 4.260             |  | 3.724             | 3.142           |  | 1.498    | 1.012           | 337     | 83     | 58     | 40     |
|                   |  | 87,42 %           | 84,37 %         |  | 47,68 %  | 32,21 %         | 10,73 % | 2,64 % | 1,85 % | 1,27 % |

## Gliederung
Das Municipio gliederte sich bei der letzten Volkszählung von 2012 in die folgenden neun Kantone (cantones):
- 02-1302-01 Kanton Umala – 16 Ortschaften – 1.630 Einwohner (2001: 1.509 Einwohner)
- 02-1302-02 Kanton Cañaviri – 1 Ortschaft – 605 Einwohner (2001: 803 Einwohner)
- 02-1302-03 Kanton San Miguel de Copani – 10 Ortschaften – 1.155 Einwohner (2001: 1.449 Einwohner)
- 02-1302-04 Kanton Llanga Belén – 6 Ortschaften – 1.036 Einwohner (2001: 1.032 Einwohner)
- 02-1302-05 Kanton Puerto Huari Belén – 12 Ortschaften – 949 Einwohner (2001: 1.253 Einwohner)
- 02-1302-06 Kanton Vituy Vinto – 7 Ortschaften – 552 Einwohner (2001: 339 Einwohner)
- 02-1302-07 Kanton Santiago de Collana – 4 Ortschaften – 51 Einwohner (2001: 576 Einwohner)
- 02-1302-08 Kanton Asunción Huancaroma – 18 Ortschaften – 1.605 Einwohner (2001: 1.583 Einwohner)
- 02-1302-09 Kanton San José de Llanga – 7 Ortschaften – 692 Einwohner (2001: 1.039 Einwohner)

## Ortschaften im Municipio Umala
- Kanton Umala
  - Toloma 287 Einw. – Huari Belén 181 Einw. – Umala 143 Einw.

- Kanton Cañaviri
  - Cañaviri 605 Einw.